# Schiltach
Schiltach là một thị trấn thuộc huyện Rottweil, bang Baden-Württemberg, Đức. Nơi đây nằm ở phía đông dãy núi Rừng Đen, bên bờ sông Kinzig, cách Freudenstadt 20 km về phía nam.